# Cristòfol Ferrer Pons
Cristòfol Ferrer Pons, conegut com Tòfol Sagristà (Artà, Mallorca, 1911 - Palma, Mallorca, 11 de gener de 2007) fou un empresari i mecenes balear.

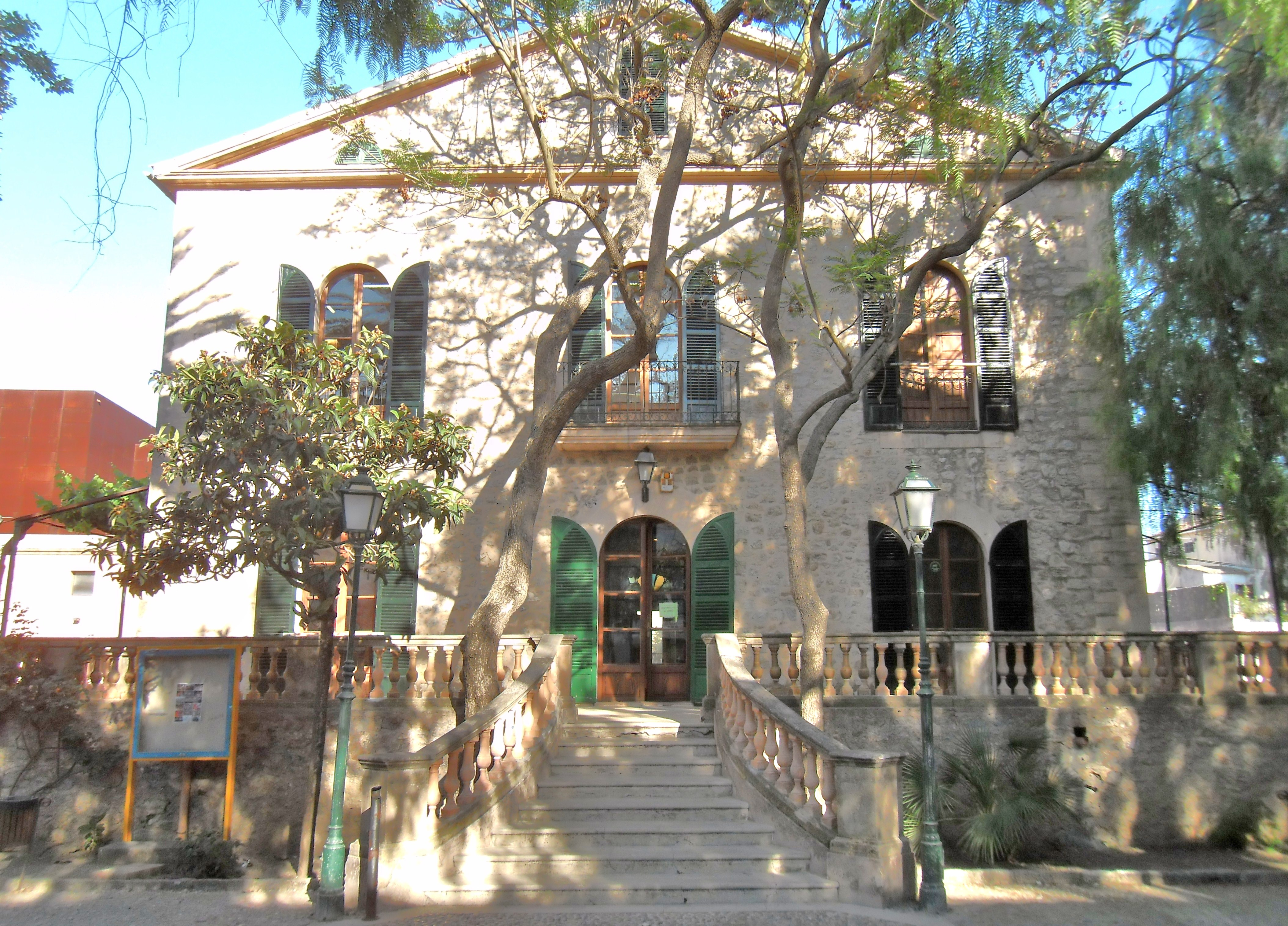
Casal de Na Batlessa, avui biblioteca amb sala d'exposicions, cedida a l'Ajuntament d'Artà per Cristòfol Ferrer

Nascut a Artà l'any 1911, residia a Palma des de l'any 1935, sense haver perdut mai les seves arrels artanenques. Al llarg de la seva vida exercí el seu mecenatge, fent diverses donacions de terrenys al poble d'Artà, com el solar on es va construir el Teatre Municipal d'Artà o l'emblemàtic edifici de Na Batlessa, una antiga casa senyorial construïda entre 1898 i 1900, que l'any 1984 Cristòfol Ferrer cedí a l'Ajuntament, i on ara es troba la biblioteca municipal, una sala d'exposicions i el fons documental del pintor Miquel Barceló. Cristòfol Ferrer exercia la seva activitat professional a Palma, com a constructor i president de l'empresa Hierros i Aceros de Mallorca S.A. En aquest municipi va morir el gener del 2007.
L'ajuntament d'Artà el va declarar Fill Il·lustre d'aquesta localitat l'any 2001. Per aquest motiu, el gener del 2002 va rebre un emotiu homenatge al mateix Teatre d'Artà, un equipament cultural que ell havia contribuit a fer-lo possible.